# Eiskunstlauf-Europameisterschaft 1894
Die 4. Eiskunstlauf-Europameisterschaft fand am 28. Januar 1894 in Wien statt. 

## Ergebnis

### Herren
| Platz | Sportler                | Land       |
| ----- | ----------------------- | ---------- |
| 1     | Eduard Engelmann junior | Österreich |
| 2     | Gustav Hügel            | Österreich |
| 3     | Tibor von Földváry      | Ungarn     |
| 4     | Georg Zachariades       | Österreich |
| 5     | Carl Sage               | Österreich |

Punktrichter:
- Oskar Uhlig  Deutsches Reich
- J. Ehrlich  Ungarn
- O. Rpp  Deutsches Reich
- R. Holletschek  Deutsches Reich
- M. Mitscha  Österreich
- L. Friedemann  Österreich
- J. Schönbach  Österreich
- G. Wasmuth  Österreich

## Quelle
- European figure skating championships 1891–1899. Skatabase, archiviert vom Original am 4. Dezember 2008; abgerufen am 18. Mai 2018 (englisch).